# كاثوليكية قومية

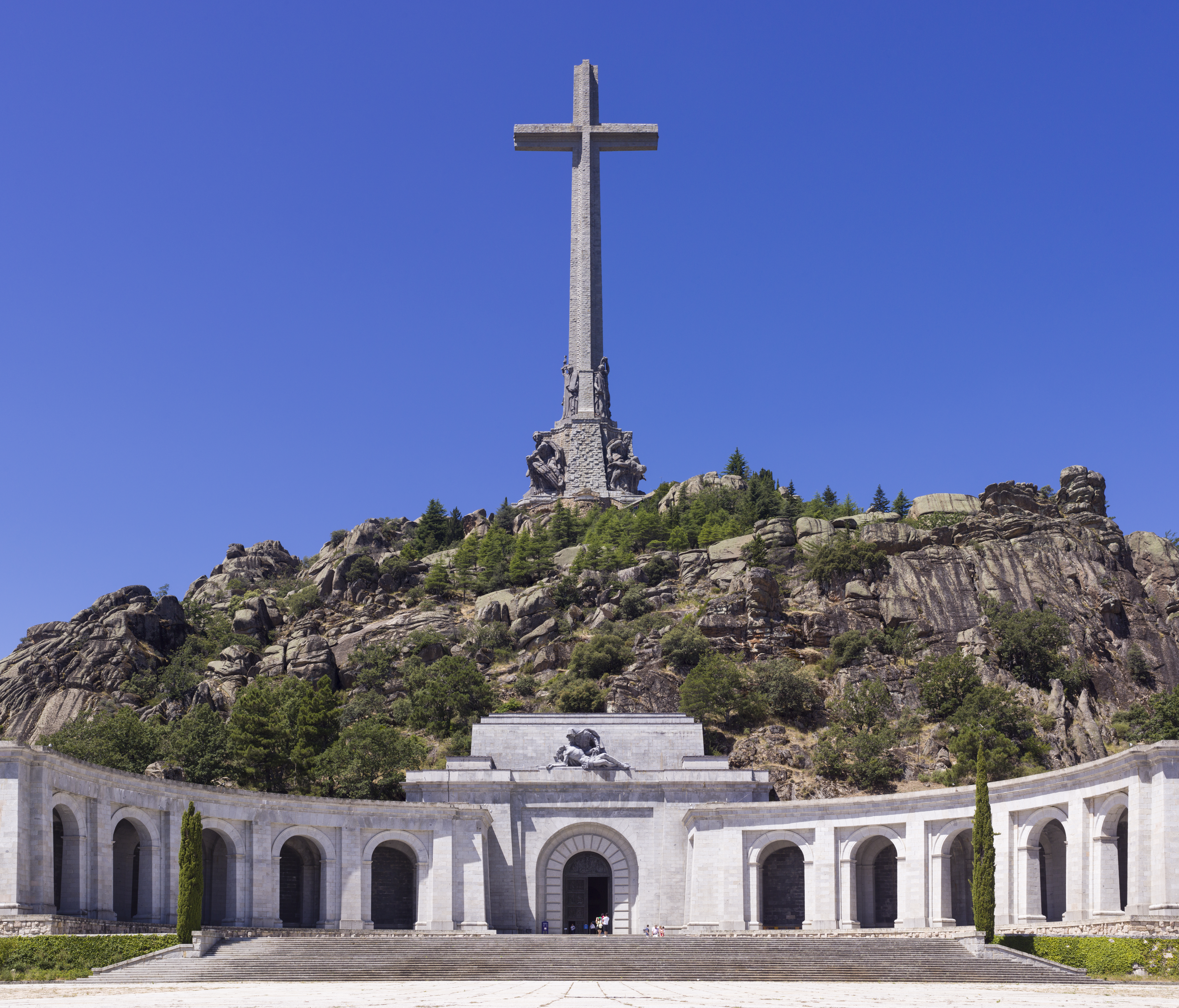
وادي الشهداء؛ من رموز الكاثوليكيّة الوطنيّة.

الكاثوليكية القومية (بالإسبانيّة:Nacionalcatolicismo) هي جزء من الهوية الأيديولوجية فلانخي الإسبانية والنظام الدكتاتوري لاسبانيا الفرانكوية بين عامي 1936-1975. تمثلت مع الهيمنة التي كانت تحظى بها الكنيسة الرومانية الكاثوليكية في جميع جوانب الحياة العامة والخاصة. وباعتباره رَمزاً من الانقسامات الأيديولوجية فلانخي الإسبانية، ويمكن مقارنة النقابية القومية (بالإسبانيّة:nacionalsindicalismo) عنصرًا أساسيًا في الفكر والممارسة السياسية للفلانخي الإسبانية.
تأسس الاتحاد الوطني الكاثوليكي على يد الفرنسيّ إدوارد كاستيلنو في عام 1920 كنموذج فرنسي مماثل. على الرغم من أن الاتحاد القومي الكاثوليكي وصل عدد أعضاءه إلى مليون عضو في عام 1925.
في عام 1930 وعام 1940، تبنت حركة أنتي بافليتش الأوستاشا الكرواتية إيديولوجية مماثلة على الرغم من أنه تم إطلاق أسماء أخرى على الحركة، بما في ذلك «الكاثوليكية السياسية» و«الكاثوليكية الكرواتيّة». ظهرت أيضاً في العديد من البلدان الأخرى في وسط وشرق أوروبا حركات مماثلة إستلهمت أفكارها من الفرانكوية جنبًا إلى جنب مع القومية الكاثوليكية وتشمل: النمسا، وبولندا، وليتوانيا وسلوفاكيا.
في الأزمنة المعاصرة، غالبًا ما يستخدم مصطلح الكاثوليكية الوطنية لوصف أولئك الذين ينتمون إلى اللاهوت الكنسيّ للكنيسة الأمريكية الكاثوليكية القومية.